# Grianan d'Aileach
Pour Aileach, une réplique d'un type de bateau médiéval écossais, voir Birlinn.
Le Grianan d'Aileach (écrit aussi Grianan d'Aileach ; en irlandais Grianán Ailigh) est un site fortifié, ayant connu de multiples périodes d'activité, qui se trouve dans le nord-est du comté de Donegal, en Irlande. Les premières fouilles suivies de vastes restaurations ont eu tendance à embrouiller plutôt qu'à éclairer l'histoire de ce site. Les trois remparts extérieurs en terre datent peut-être de la fin de l'Âge du bronze, tandis que le Moyen Âge vit la construction d'un fort de pierres massif de 23 mètres de diamètre.
Ce site a été édifié sur la colline de Grianán, haute de 244 mètres. La plupart des auteurs considèrent que ce site fut le grand « fort royal » d'Ailech. Le corps principal est constitué d'une place forte en pierres de l'Âge du fer. Il est généralement admis que le siège des rois d'Ailech se trouvait là, bien que l'on pense maintenant que la véritable capitale était située plus à l'est. Les royaumes des Ulaid et des Oirialla, plus au nord, étaient des royaumes vassaux d'Ailech. Mais quel que fût son véritable statut, le Grianán était un centre politique et culturel durant le règne des premiers chefs irlandais, de 800 av. J.-C. à 1200 ap. J.-C. environ.
Un mythe de création irlandais prétend que cette forteresse fut bâtie par le grand roi Dagda des Tuatha Dé Danann. La tombe d'Aeah, le fils du roi, se trouvait au centre de la forteresse, qui avait été construite autour. On ignore si une telle tombe a existé. Aucun vestige archéologique n'a été retrouvé, bien qu'à proximité un tumulus pourrait marquer un emplacement funéraire.
Il existe beaucoup de documents historiques et légendaires concernant le Grianán d'Ailech. Les annales irlandaises mentionnent sa destruction en 1101. Le principal édifice de la colline est un fort en pierre, restauré au XIXe siècle, mais probablement construit au VIIIe siècle apr. J.-C. L'utilisation du sommet comme lieu d'habitation est sans doute bien antérieure à cette construction. Un tumulus sur le Grianán date sans doute du Néolithique, et, au début du XIXe siècle, on a découvert près du fort un puits couvert.
Au XIIe siècle, le royaume d'Ailech se trouvait ravagé par les combats et amputé d'une bonne partie de son territoire par les envahisseurs normands. La forteresse elle-même fut détruite par Murtogh O'Brien, roi de Munster en 1101. Vers 1177, les Normands contrôlaient de vastes portions de territoire, détenues autrefois par Ailech.

## Étymologie
Le site de Grianán d'Ailech a été connu sous de nombreux noms au cours de sa longue histoire : Aileach, Aileach Neid, Aileach Frigrinn, Aileach Imchell, Grianán Ailigh et Aileach des rois. Le mot « Aileach » a lui-même une longue histoire, et on le trouve à la fois en Irlande et en Écosse. Petrie et Lacy suggèrent tous deux qu'il vient d'un adjectif tiré du vieil irlandais « Ail », signifiant roc, rocher ou pierre. Lacy conclut qu'Aileach désigne soit un endroit rocailleux, soit un lieu en pierre. Petrie va plus loin en disant qu'il signifie maison ou habitation en pierre. Dans le même veine, Lacy propose que l'étymologie du mot vienne de « Ali Theach », signifiant « maison en pierre ». Pourtant la première traduction de Lacy paraît plus plausible, car, à l'origine, le nom « Aileach » vient de « Aileach Mór », mentionné dans la section « Chronologie ». Le nom peut venir de la nature rocailleuse du sol, comme il peut décrire le fort en pierre lui-même.
Le mot Grianán signifie « endroit ensoleillé », expression utilisée par les anciens Irlandais pour désigner un lieu avec vue. Ce fut probablement le sens de ce mot ici. Une théorie plus ancienne disait que le mot signifiait « temple du soleil », mais cette théorie n'a pas été confirmée. Il y a beaucoup de témoignages montrant que ce mot fut constamment utilisé dans le sens figuratif de résidence ou de maison distinguée. Peut-être qu'en l'interprétant ainsi, cela peut vouloir dire que lorsqu'on est en présence d'un roi, on se trouve toujours dans un lieu ensoleillé. Le meilleur résumé que l'on peut tirer de cette décomposition étymologique est que ce mot signifie : « Le palais de pierre avec une vue ensoleillée ».

## Situation
La ville de Burt est l'agglomération la plus proche. Le Grianán se situe sur la frange ouest d'un petit groupe de collines qui sépare les cours supérieurs du Lough Swilly et du Lough Foyle. Bien que cette colline ne soit pas très élevée, son sommet domine les comtés avoisinants de Derry, de Donegal et de Tyrone. Placé à l'entrée de la presqu'île d'Inishowen, le Grianán se trouve à 11,25 kilomètres au nord-ouest du site ecclésiastique de Derry et les histoires de ces deux lieux sont étroitement liées.

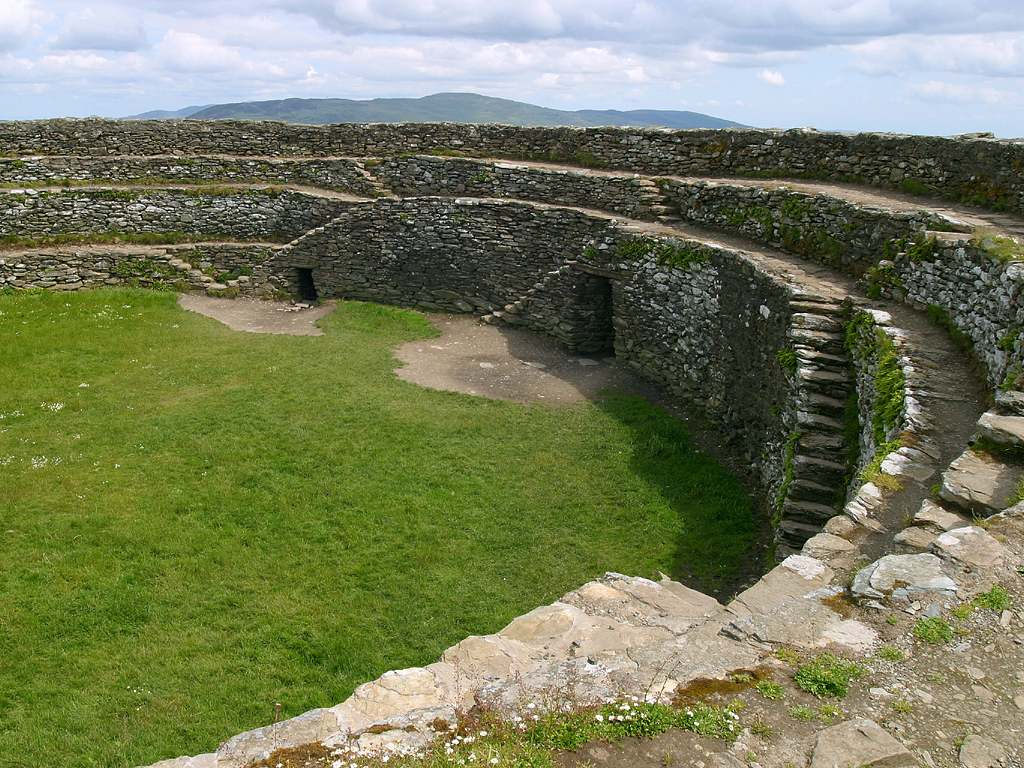
Vue intérieure du Grianan d'Ailech

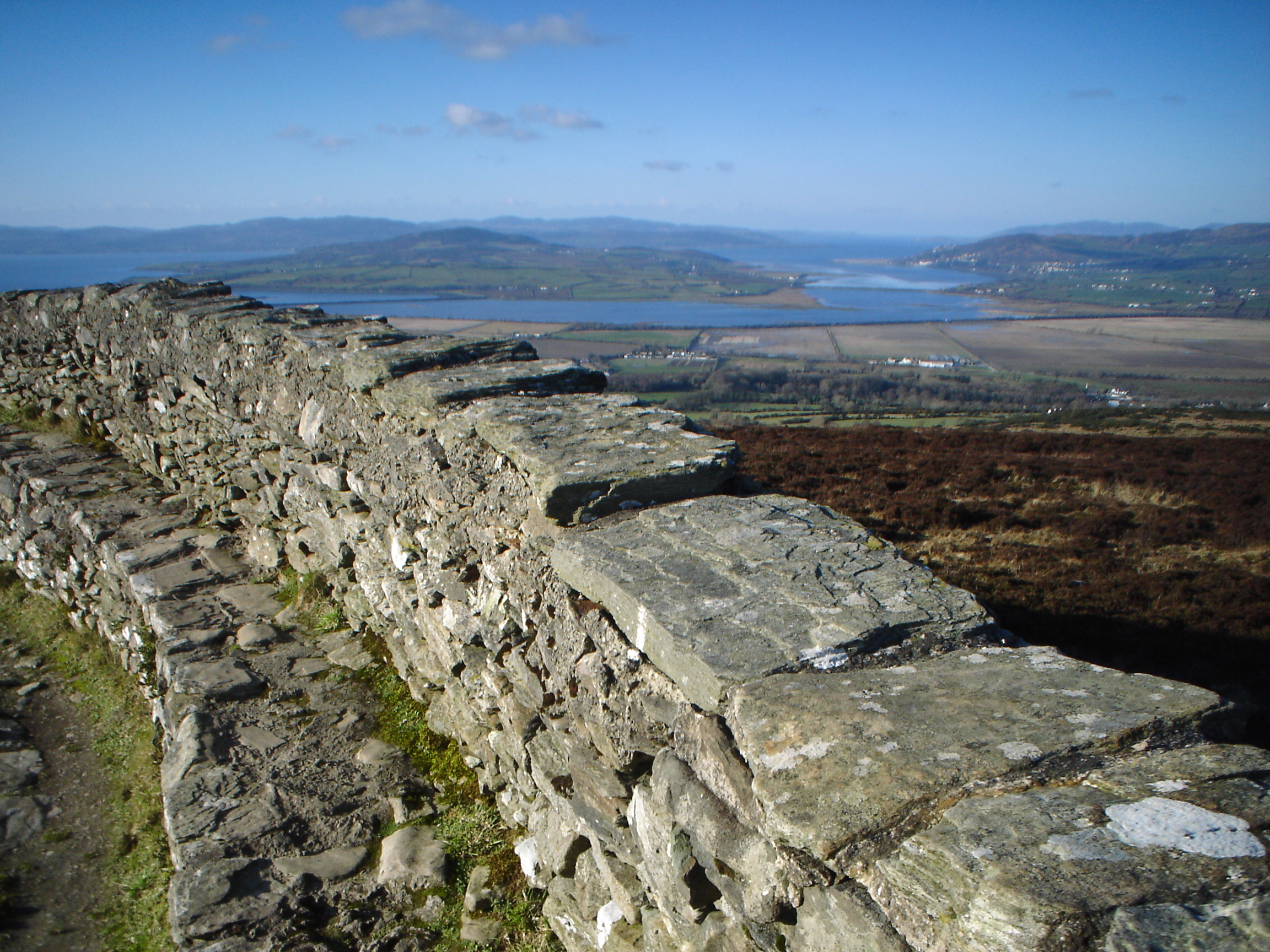
Vue depuis le Grianan d'Ailech

## Historique
George Petrie inspecta le premier le Grianán d'Ailech dans les années 1830. À cette époque, le fort n'était plus guère qu'une ruine, et Petrie donna une description de la colline et des édifices. Il indiqua que la pente est de la colline était douce, se terminant, sur les trente derniers mètres, par un sommet circulaire. Une ancienne route, suivant une corniche rocheuse, menait au sommet.
Des parties de la forteresse furent détruites avec le temps, mais la plupart ont été reconstruites au XIXe siècle, avec l'intention de conserver la nature historique et esthétique du monument. Ce fut le Dr Bernard qui dirigea les travaux de restauration. Le site appartient maintenant au gouvernement irlandais.
De nouveaux travaux de restauration ont été entrepris depuis 2001 par le Service des Travaux Publics, à la suite de l'effondrement d'un mur. Ces travaux sont le sujet d'une controverse publique. S'il s'est produit une modification des dimensions du bâtiment, rien n'a encore été rendu public. Il y a des signes visibles de sa restauration : de larges portions du mur ont été remplacées. Ces sections diffèrent visuellement du mur original par la forme et la couleur. Quelques parties supérieures du mur ont été cimentées, probablement pour éviter la chute de pierres. Une grille en fer a été placée dans l'entrée. En 2007, le couloir d'entrée était soutenu par des poutrelles d'acier, qui ont depuis été supprimées.

## Description

### XIXesiècle
Selon Petrie, le fort était entouré par trois remparts concentriques. Petrie suggère qu'à l'instar d'autres monuments de ce type, comme Emania, de nombreux autres remparts pouvaient avoir clôturé l'ensemble de la colline, mais il n'existe aucune preuve physique ou historique de cette hypothèse. Les remparts qui subsistaient étaient faits de terre et de pierres, et suivaient la forme naturelle de la colline selon un motif circulaire irrégulier. Chaque rempart allait jusqu'au suivant qui le dominait, formant des terrasses horizontales.
Le sommet circulaire de la colline, compris à l'intérieur du rempart le plus externe, a une superficie de 2,2 hectares. Le second enferme une surface de 1,6 hectare, et le plus interne, une surface de 4 000 m2. À présent, le talus le plus interne est très bas, abîmé et couvert de bruyères, mais on peut le suivre sur presque tout son tracé. Les deux autres talus se trouvent dans un état similaire, mais certaines de leurs parties sont devenues invisibles. La route se rétrécit entre le rempart le plus interne et le fort, et s'incurve légèrement vers la droite. Ce chemin avait été consolidé de part et d'autre par des murs. À l'époque de l'étude, seules restaient les fondations de ces murs. Le plan du site dressé par Petrie montre un alignement de pierres conduisant à l'entrée. Elles ont maintenant disparu.
D'après ce que rapporte Petrie, tout ce qui restait du fort était un mur circulaire de 23,5 mètres de diamètre. Ce mur avait une hauteur de 1,8 mètre et une largeur variant de 3,5 m à 4,6 m, et n'était pas d'aplomb : il était incliné vers l'intérieur comme la plupart des « cashels », les forts en pierre irlandais. Petrie pense que ce mur était à l'origine deux à quatre fois plus haut que lorsqu'il l'examina. À cause de l'existence de terrasses, sa hauteur du côté intérieur était de 1,5 m pour une épaisseur de 0,76 m. On pouvait gagner la terrasse par des escaliers situés de part et d'autre de l'entrée. Des pierres tombées avaient recouvert tous les autres escaliers existants. Petrie suggère qu'il y avait trois ou quatre autres terrasses s'étageant jusqu'en haut du mur. De chaque côté de l'entrée, il existe des « galeries » dans l'intérieur du mur. Elles ne sont pas reliées à l'entrée, et on ne connaît pas leur rôle exact. Ces deux passages, un au sud et l'autre au nord-est sont orientés vers la porte d'entrée, mais ils s'interrompent avant de l'atteindre. L'entrée du passage sud mesure 45 cm de large, 60 cm de hauteur et 1,4 mètre de long. Il tourne à angle droit, et il mesure alors 50 cm de large, 85 cm de hauteur et 20,4 m de long. Près de l'extrémité nord du passage sud, il existe dans le mur ouest une petite niche de 50 cm de large, 1 m de hauteur et 75 cm de profondeur. L'entrée de la galerie nord-est fait 65 cm de large, 97 cm de hauteur et 1,55 m de long. Elle rejoint la partie principale du passage par un embranchement en T. Au nord, le passage fait 70 cm de large, 1,3 m de hauteur et 2,5 m de long. Vers le sud, le passage fait 60 cm de large, 1,4 m de hauteur et 8,6 m de long. À l'extrémité sud du passage nord, se trouve un siège de pierre.
Petrie décrit le tumulus, qui se trouvait entre le second et le troisième talus, comme un petit monticule entouré d'un cercle de dix pierres. Ces pierres étaient posées horizontalement et pointaient vers le centre. À l'époque de Petrie, le monticule fut fouillé, mais rien ne fut trouvé expliquant sa signification. Il fut par la suite détruit, mais sa position reste marquée par un amas de pierres brisées.

### État actuel
L'édifice, après la restauration de 1874-1878, a considérablement changé, mais une partie de l'ancienne structure est restée intacte. Durant la restauration, des parties de la maçonnerie originale en pierres sèches ont été retrouvées sous les éboulis. Les ouvriers marquèrent au goudron les parties du fort demeurées intactes, et ils utilisèrent les pierres tombées pour consolider les fondations. Ils rajoutèrent d'autres pierres de la région pour remplacer « celles qui avaient été retirées par le roi Murtogh O'Brien en 1101 ».
Les diamètres intérieurs du fort sont de 23,6 mètres selon l'axe nord-sud, et 23,2 mètres dans l'axe est-ouest. L'entrée, surmontée d'un linteau mesure 4,65 m de long, 1,12 m de large et 1,86 m de hauteur. Avant la restauration, le linteau de l'entrée n'était plus en place. Il mesurait 1,3 m de large et 1,2 m de hauteur. Cette entrée donnait accès au fort en venant de l'est. De légers renfoncements existaient de chaque côté de l'entrée, mais ils furent comblés. Ils permettaient sans doute aux deux vantaux de la porte originelle de s'ouvrir totalement en s'effaçant dans l'épaisseur du mur. L'intérieur s'élève par trois terrasses accessibles par des escaliers. Le mur extérieur est bâti en pierres sèches. L'intérieur du fort est à peu près de niveau, et Petrie y nota les restes d'une chapelle rectangulaire, mesurant 5 m par 4,3 m. Les murs faisaient 0,6 m d'épaisseur et pas plus de 0,6 m de hauteur. La construction était faite au mortier, mais plus rien n'en subsiste aujourd'hui. Un tuyau d'évacuation traverse le mur du fort au niveau du sol. Il vient d'une fosse à fumier circulaire située du côté ouest, de 1,7 m de diamètre et de 30 cm de profondeur. 
Les seules fondations d'une construction à l'intérieur du fort, à part les murs, étaient celles de l'église pénale. Bernard n'a signalé aucune autre fondation. En revanche, il a fait état de la découverte de quelques colonnes cannelées, qui semblent indiquer qu'il existait un bâtiment en pierres à l'intérieur du fort. Il n'y a pourtant aucune trace de construction ressemblant à une maison. Les maisons circulaires, qui sont directement associées avec la phase principale d'occupation des ringforts, ont tendance à se trouver au centre de l'enclos, afin d'être au plus loin des attaques extérieures. Si une telle maison avait été bâtie dans le fort, toutes ses traces furent détruites lors de la construction de l'église.
Il y a de nombreux indices faisant penser que le Grianán d'Ailech a connu de multiples périodes d'activité. Brian Lacy suggère que les talus de terre qui entourent le fort représentent les fortifications d'un castro de la fin de l'Âge du bronze ou de l'Âge du fer. Du côté sud de la colline, entre les deux talus les plus externes, se trouve une fontaine, jadis couverte, dédiée à saint Patrick.

## Vestiges archéologiques
Durant les travaux de fouilles des années 1870, Bernard décrit avec détail la découverte de nombreux artéfacts. Une pierre large de 40 cm fut découverte dans la niche d'une embrasure de porte. Elle possédait un trou central circulaire de 8 cm de profondeur et de 4 cm de diamètre. Une pièce de bois pourri occupait ce trou. Bernard fut incapable d'en comprendre l'usage, suggérant seulement qu'il s'agissait peut-être d'un cadran solaire.
Bernard découvrit de nombreux os d'animaux, tels ceux de moutons, de bovins, de chèvres et d'oiseaux. Il trouva tout un échantillonnage de pierres : pierres de fronde, casse-têtes et une pierre en forme de pain de sucre avec une base bien taillée, de 25 cm de long, de 38 cm de circonférence à sa base, de 36 à son centre et de 25 cm en haut. L'objet de pierre le plus intéressant est une plaque de grès marquée d'un damier de trente-six carrés. Lacy pense qu'il s'agissait d'un jeu. Parmi les divers éléments trouvés, figurent une pièce de charrue, un anneau en fer, quelques pièces de monnaie et une perle.

## Interprétation

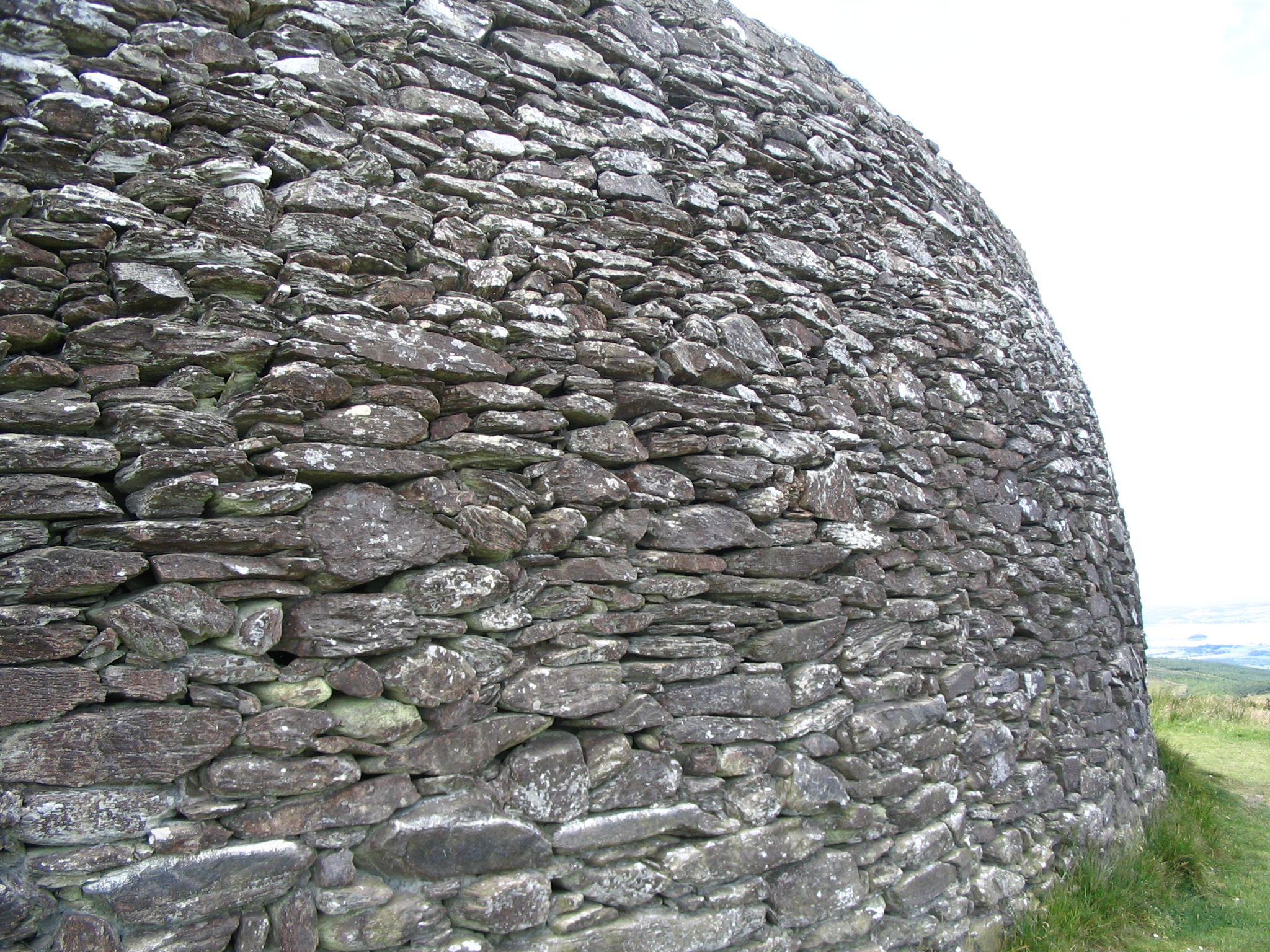
Détail de l'enceinte

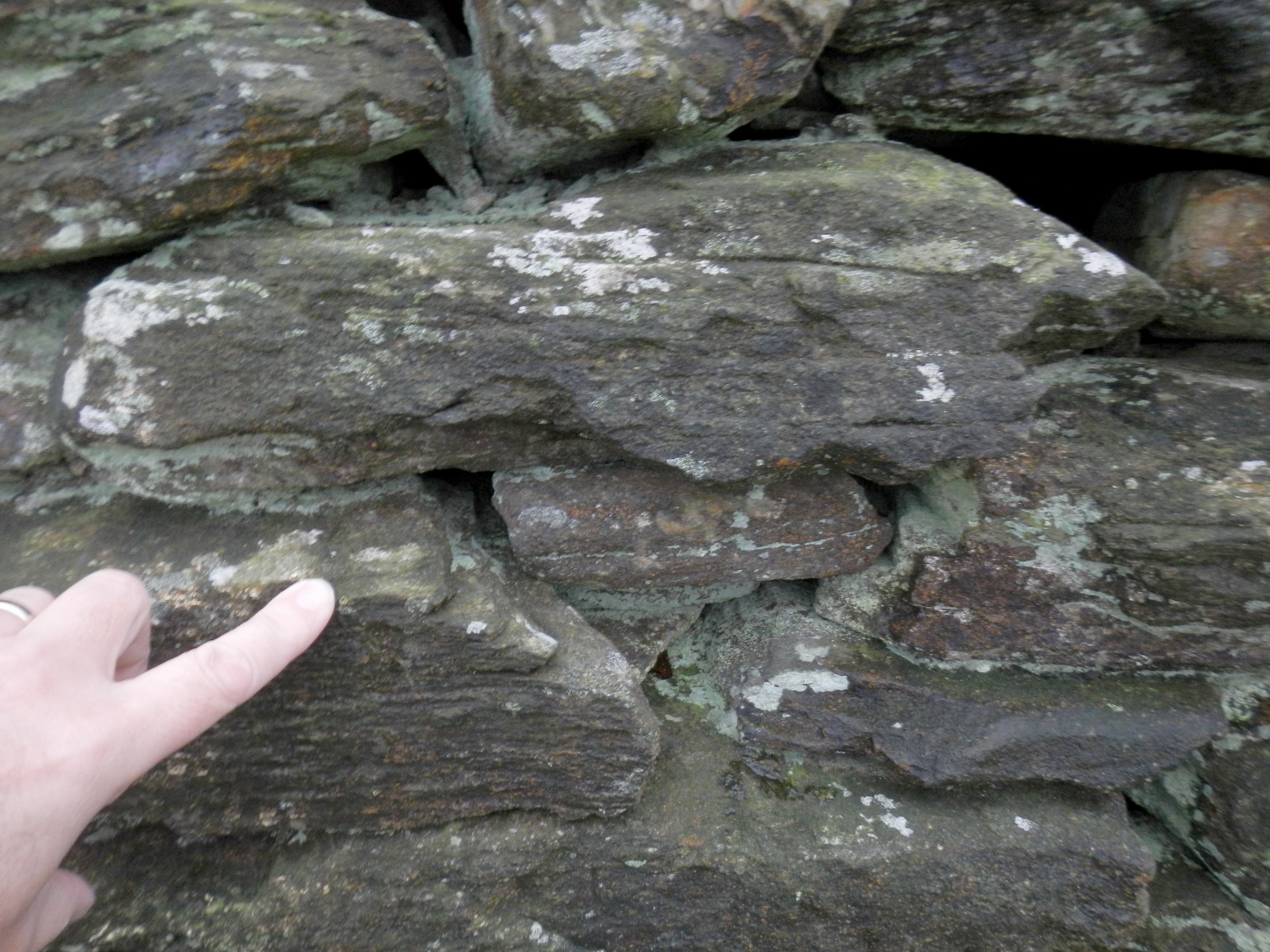
Vue des pierres sèches

Dans sa définition la plus large, le Grianán d'Ailech est une colline fortifiée, mais c'est plus précisément un castro à fossés multiples.
Une colline fortifiée peut être décrite comme un espace en hauteur plus ou moins circulaire, entouré d'un talus et d'un fossé, ou simplement d'un rempart en pierre. Le talus était généralement construit en entassant à côté du fossé les matériaux obtenus en creusant ce dernier. De tels sites varient considérablement en taille et en style. Pour les plus soigneusement défendus, comme Ailech, les fortifications prennent bien plus d'espace que l'enclos lui-même.
Matthew Stout donne de nombreuses raisons justifiant le choix d'une construction circulaire. Tout d'abord, cette forme a des avantages stratégiques. Les places circulaires autorisent une vue panoramique des environs, et permettent, pour une longueur de talus donnée, de clore la plus grande surface possible. Stout avance aussi des théories plus métaphysiques. Il suggère qu'une construction circulaire lie le site et ses occupants avec les tertres funéraires circulaires de leurs ancêtres. Environ un tiers des castros irlandais contiennent des tumulus ou des cairns, et Ailech n'est pas une exception. Stout propose l'idée que la forme circulaire était préférée, parce que les coins pouvaient servir de demeures aux mauvais esprits. Il fonde ces affirmations sur des comparaisons ethnographiques.
Ces places fortes abritaient des familles diversement fortunées, de sorte que certains sont plus impressionnants que d'autres. Ils n'occupent généralement pas des positions élevées ou dominantes, les seules exceptions étant les sites construits dans des zones humides, où les hauteurs sont les seuls endroits convenant aux habitations. Raffery dénombre trois monuments qu'il a des difficultés à caractériser comme des places fortes ou des castros : Cahirciveen, Carraig Aille, et Lough Gur. Même si les endroits où ils se trouvent présentent des défenses naturelles, ils peuvent avoir été construits là pour des raisons hydrologiques. Les bâtiments en eux-mêmes ne présentent pas de caractères militaires ou défensifs, et il s'agissait probablement de maisons d'habitation. La caractéristique définissant un castro est l'intégration d'un système de fortifications.
Par conséquent, les castros, en tant que sous-catégories des places fortes, sont définis par leurs emplacements et leurs styles de construction. Un castro consiste en une large zone au sommet d'une colline, ceinturée par un ou plusieurs remparts de terre ou de pierre. Un exemple type serait Dun Aengus sur Inishmore, une des Îles d'Aran, au nord-ouest de l'Irlande. Sa nature défensive est clairement indiquée par un système de pierres dressées à l'extérieur du fort lui-même, servant de chevaux de frise.
Le Grianán d'Ailech est ceinturé de trois remparts. L'espace d'habitation de ce type de sites occupe souvent moins de 60 % de la surface totale de l'édifice. Des textes légaux de l'époque ont décrit l'habitation principale d'un roi comme étant une place forte à un rempart. Accroître les défenses d'un site sans une augmentation correspondante de sa surface fonctionnelle démontre soit un besoin accru de défense, soit l'affichage d'un statut supérieur. Par conséquent, une place forte à deux lignes de remparts est un signe du statut social. La rareté des places fortes à triple remparts, tel que le Grianán, démontre l'importance et le statut de ses occupants plus que la nécessité défensive.
Stout donne plusieurs exemples montrant l'importance des places fortes comme symboles, simplement à cause de leur inadaptation en tant qu'ouvrages défensifs. En général, ils ne valaient guère plus que les clôtures destinées à empêcher le bétail de s'échapper ou à se protéger contre les animaux sauvages. Comme outils de siège, ils ne valaient rien, et ils étaient tout juste bons à empêcher les vols de bétail. Mais cela n'était sans doute pas le cas pour le Grianán d'Ailech.
Même si les constructions originelles pour lesquelles les remparts furent bâtis n'existent plus, il est probable que le « cashel » d'Ailech, bien que redoutable, fut conçu en songeant plus à un symbole du pouvoir royal qu'à une fonction défensive. Les constructions en pierres paraissent à la fois inébranlables et éternelles. Le site fut choisi pour la vue panoramique plutôt que pour la protection. Ceci change la vision classique du rempart, qui, de terrasse défensive, devient l'enclos du pouvoir et de l'influence du roi.
Les castros sont connus dans toute l'Europe de l'Ouest, et les castros irlandais n'ont jamais atteint le stade de développement des oppidums celtes de l'Europe continentale et de la Grande-Bretagne. Leurs tailles sont variables, mais ils étaient destinés à abriter une communauté plutôt qu'une seule famille. Les « cashels », les places fortes bâties en pierre, ont tendance à être plus petits que leurs homologues en terre. Dans le sud-Donegal, une place forte moyenne en terre a un diamètre de 22 mètres, tandis que, dans cette même région, les cashels ont un diamètre moyen de 20 mètres. Le Grianán d'Ailech, avec son diamètre moyen de 23,4 m, est plus grand que ceux-ci, et cela donne, par conséquent, une indication de la richesse et de l'importance de ses habitants, et peut-être aussi de la taille de sa population. Lacy suggère que le fort en pierre d'Ailech avait dû être, par son caractère novateur, un site peu commun à l'époque où il fut construit. Dans beaucoup de sources irlandaises, on trouve mentionnés les noms de Garvan, Frigru/Rigriu comme bâtisseurs d'Ailech. Ces personnages sont liés aux Fomoires, et, par conséquent, ils ne sont sans doute que des créatures mythologiques. Lacy pense que le véritable constructeur peut avoir été Aed Oirdnide, le vainqueur de la bataille de Cloíteach.
Les ringforts royaux étaient sans doute environnés par des ringforts vassaux. Ceci fait du Grianán d'Ailech un exemple intéressant, car aucun auteur n'a mentionné jusqu'ici la présence de ringforts subordonnés, et il faudrait de nouvelles fouilles archéologiques pour les découvrir. Mais peut-être que le Grianán est un cas exceptionnel s'il s'avère être solitaire, ce qui est possible avec sa nature fortement défensive, sa large taille et son environnement désertique. Raftery suggère que certains castros étaient peut-être utilisés comme dernier refuge, mais ceci ne semble pas le cas ici. Sans même connaître l'histoire du site, l'existence des trois remparts confirme que, quel que fût son occupant, son rang était élevé, et peut-être exceptionnellement élevé. Ces remparts étaient faits pour être vus plutôt que pour être utilisés. L'histoire écrite nous dit que le Grianán était le siège des Ui Neill. L'archéologie indique, grâce aux grandes quantités de chair animale consommée et aux jeux retrouvés (le plateau à damiers mentionné ci-dessus), que c'était sans doute un lieu de fêtes, et aussi, si l'on en croit les annales, un lieu d'investiture. La présence du tumulus suggère une origine de l'installation à la fois ancienne, et peut-être même religieuse. Les vents froids, particulièrement en hiver, et l'altitude élevée, rendent peu probable une résidence permanente en cet endroit.
Les ringforts étaient extrêmement rares dans le nord-ouest de l'Ulster. Si cela était le cas pendant cette période, le Grianán d'Ailech avait été pour la population locale un spectacle à voir, et le fait qu'un ringfort de cette ampleur fût construit là démontre l'importance de ses occupants. Sa proximité relative avec Derry montre une volonté de rester en contact avec le site religieux.
Le Grianán d'Ailech avait sans doute la même fonction que Tara : c'était un lieu de fêtes et d'investiture rituelle. Il semble qu'en liant saint Patrick à l'institution d'Ailech, les premiers chrétiens aient tenté d'affirmer que ce site était un lieu chrétien d'investiture, tout en lui reconnaissant son passé païen. Il faut voir dans le baptême du puits sacré du nom de Patrick plus un symbole de continuité qu'une usurpation.

## Haut Moyen-Âge
Il est communément admis que la plupart des places fortes datent du début de l'époque chrétienne. Les objets découverts dans ces sites remontent de façon typique à la seconde moitié du premier millénaire : poterie faite au tour, matériel pour souterrain, perles de verre, épingles en os, en bronze et en fer, artéfacts en os et en métal. Les artéfacts que le docteur Bernard trouva lors des fouilles de l'intérieur du cashel semblent correspondre à la liste ci-dessus. Et dans une publication récente, Brian Lacy propose une date de construction qui correspond à cette période. Il soutient qu'Ailech est le nom d'un site précis dans l'antiquité, et que c'est aussi le nom de la « patrie » des Cenél nEógain, provenant de l'endroit appelé maintenant Elaghmore (Aileach Mór) dans le comté de Londonderry. Après la bataille décisive de Cloítech en 789, qui donna aux Cenél nEógain le contrôle de l'ensemble du sur-royaume des Uí Néill du nord, les rois victorieux déménagèrent à Grianán, construisant à l'intérieur du castro préhistorique préexistant un symbole ostensible de leur domination sur tout le pays, visible depuis cette position dominante. Stout aboutit à la conclusion que la majorité des ringforts d'Irlande furent construits et occupés pendant une période de trois cents ans, s'étendant du début du VIIe siècle à la fin du IXe siècle.
Lacy conclut qu'Ailech fut habité par la dynastie des Uí Néill du nord de 789 à 1050 environ. Ce fut pendant cette période que beaucoup de rois en Irlande se déplacèrent vers les villes fondées par les Vikings, ou vers des centres ecclésiastiques plus importants, qui, à cette époque, semblaient fonctionner comme des villes selon le modèle viking.
Dans la période historique, c'est-à-dire à partir du milieu du VIe siècle, et jusqu'au XIIe siècle, le Grianán d'Ailech fut considéré comme la capitale des Ui Neill du nord, la dynastie qui descendait de Niall aux neuf otages. Mais comme il fut détruit en 1050, il ne fut capitale que de nom. C'était le lieu où se déroulaient les cérémonies d'investiture des rois d'Ailech. La Vita tripartita de saint Patrick dit que Patrick bénit la forteresse et y laissa une dalle de pierre symbolique, prophétisant que beaucoup de rois et d'ecclésiastiques seraient issus de cet endroit. Cette dalle n'a jamais été retrouvée. On pense qu'une dalle conservée à l'école de Belmont House dans le Derry, que l'on appelle la « Pierre de saint Columba », est la pierre d'investiture. Sur un des côtés de la pierre, qui fait 2 m2, sont sculptées deux marques de pied. Il n'existe pourtant aucune preuve soutenant cette croyance.
Ceci montre que le Grianán d'Ailech était un lieu d'une extrême importance. Il était le centre séculier du nord-ouest du Donegal, tandis que l'établissement ecclésiastique de Derry en était le centre religieux. Ensemble, ils formaient le noyau politique de la région. L'importance politique et stratégique d'Ailech était telle que les annales rapportent qu'il fut l'objet de trois attaques durant son existence. En 674, Finnachta Fledach, Ard ri Érenn et fils du roi de Brega, détruisit le fort. Peut-être était-ce le premier fort, qui se tenait sur le site avant la construction du « cashel » que nous connaissons. En 937, pendant le règne de Muirchertach mac Neill, des raiders vikings démolirent le site. En 1006, Brian Boru traversa le territoire des Cenél Conaill et des Cenél nEógain, et vint probablement à Ailech. En 1101, un autre roi de Munster, Murtogh O'Brien, vint à Inishowen, où il se livra au pillage et au ravage de la région. Il détruisit le Grianán d'Ailech, pour se venger de la destruction et de la démolition de Kincora par Domhnall MacLochlainn en 1088.

## Les places fortes en Irlande

### Distribution
En se basant sur la classification des castros, Raftery estime qu'il y en a quarante en Irlande. Pourtant Lacy pense, lui, qu'il reste cinquante forts en Irlande. Les forts à remparts multiples paraissent confinés dans l'ouest et le sud du pays, tandis que les forts à rempart unique sont situés dans le nord et dans l'est. Le Grianán d'Ailech est une exception à cette répartition géographique. Raftery suggère que cette distribution simpliste deviendrait plus floue après la découverte et l'étude de davantage de forts.
La distribution des ringforts en général est bien plus vaste, même si nous sommes loin de connaître le nombre exact de ceux qui existent encore, et elle n'est pas égale partout. Les régions à faible densité de ringforts correspondent aux zones occupées par les Normands et intensivement labourées, ce qui fait supposer que de nombreux ringforts furent détruits par huit siècles de labour. En partant de cette hypothèse, Stout établit qu'il y a 45 119 ringforts en Irlande, 41 % d'entre eux ayant été identifiés avec certitude depuis mars 1995. En Irlande, la densité moyenne est de 0,55 ringfort par km2. Cette densité descend en dessous de 0,2 par km2 dans les comtés de Donegal, de Kildare et de Dublin, et atteint 1,0 par km2 dans les comtés de Roscommon, de Limerick et de Sligo. Les régions de plus forte densité sont le nord du Munster, l'est du Connacht, le nord-ouest du Leinster et l'est de l'Ulster. Les régions de faible densité sont le nord-ouest de l'Ulster et une grande partie du Leinster.
Comme on peut le voir, le Donegal est une région à faible concentration de ringforts. C'est pourquoi il est bizarre de trouver là un castro de la taille et de l'importance d'Ailech. La densité de ringfort est de 0,16 par km2 dans le nord-est de l'Ulster, qui comprend l'ensemble du Donegal et les parties ouest du Londonderry et du Tyrone. Les ringforts sont virtuellement absents des régions du Derryveagh, des Blue Stacks, de Slieve League et d'Inishowen. De même, les ringforts se rencontrent rarement dans les régions élevées de Londonderry et de Tyrone, comme les monts Sperrins et l'ouest de la rivière Roe. En raison de l'inhospitalité de ces régions, couvertes de marais et de zones rocheuses, la population peu dense se regroupait par endroits, comme dans le sud-ouest du Donegal. On trouve des ringforts le long du versant est des Derryveagh Mountains, la vallée de la Roe et dans le bassin de la Mourne. Il existait un petit peuplement chrétien primitif, mais, même si les vallées de la Mourne et de la Foyle offraient des terres propices à l'agriculture, les ringforts furent relativement rares. D'autres faibles peuplements laïques existèrent aussi dans des zones où on a découvert plusieurs souterrains. Le nord-ouest de l'Ulster fut faiblement peuplé pendant tout le début de l'ère chrétienne. Barrett a examiné les ringforts du sud Donegal. Elle a identifié 124 ringforts dans une zone s'étendant de Glen Head à Lough Eske, et, vers le sud, le long de la frontière du comté jusqu'à Bundoran. Trente-deux des ringforts sont des « cashels », et 15 % possèdent un double rempart. Les constructeurs des ringforts évitaient les terrains en dessous de 30 m d'altitude, préférant ceux compris entre 30 et 60 m. Il a été prouvé statistiquement que la qualité du sol était un élément déterminant pour la densité de population. La terre noire et les sols podzoliques gris-brun expliqueraient la concentration des sites à l'ouest de la baie de Donegal. On retrouve ces mêmes sols dans la presqu'île St. John, où existe aussi une forte proportion de sites. La distribution des sites ecclésiastiques correspond assez bien avec celle des ringforts.

### Fonctions
Les théories expliquant la fonction du ringfort vont de l'usage comme site défensif à l'enclos cérémoniel. Le Grianán d'Ailech peut très bien avoir possédé ces deux fonctions, et avoir servi à d'autres usages encore.
Un certain nombre d'auteurs du XIXe siècle ont suggéré qu'un des deux sites marqués « Regia », c'est-à-dire « place royale », sur la carte d'Irlande de Ptolémée, pouvait être le Grianán. Le site en lui-même est ancien. Quelques textes anciens mentionnent métaphoriquement Ailech contre la plus vieille construction d'Irlande. 
Alors que la fonction principale de ce castro était celle de capitale royale, les ringforts d'Irlande en général correspondaient à une version locale du mode d'habitat commun en Europe, appelé « Einzelhöfe », des fermes individuelles dispersées. Pourtant les ringforts abritaient plutôt des communautés que de simples familles. Il est possible que certains ringforts ne furent utilisés pendant toute leur existence que comme enclos à bétail, sans usage domestique. Il est peu probable qu'Ailech eût une telle fonction pendant ou après sa fonction de fort royal. Son entrée est trop basse et trop étroite pour permettre le passage des animaux. L'étroitesse de l'entrée avait sans doute un but défensif.